# Giuseppe Vincenzo Beni
Giuseppe Vincenzo Beni, francesizzato Joseph-Vincent de Beni, (Gubbio, 18 febbraio 1729 – Pesaro, 12 gennaio 1806) è stato un vescovo cattolico italiano.

## Biografia
Giuseppe Beni nacque nel ducato di Urbino, nella famiglia dei conti Beni di Gubbio.
Nominato vescovo di Carpentras il 16 settembre 1776, fu consacrato a Roma da papa Pio VI. Prese possesso (di persona) della diocesi l'11 luglio 1777.
Dall'11 maggio 1785 al 1787 fu rettore del Contado Venassino dove ristabilì buone relazioni con la popolazione che s'era opposta al suo predecessore Giulio Cesare Zollio.
Durante la rivoluzione francese, lasciò la sua sede episcopale solo il 3 maggio 1792 per rifugiarsi nello Stato pontificio. Accolse molti sacerdoti francesi emigrati a Pesaro, sede della diocesi di cui fu amministratore apostolico dal 1794 alla morte.
Alla firma del concordato del 1801 si dimise nelle mani di papa Pio VII dalla sua sede episcopale francese, che verrà soppressa.

## Genealogia episcopale
La genealogia episcopale è:
- Cardinale Scipione Rebiba
- Cardinale Giulio Antonio Santori
- Cardinale Girolamo Bernerio, O.P.
- Arcivescovo Galeazzo Sanvitale
- Cardinale Ludovico Ludovisi
- Cardinale Luigi Caetani
- Cardinale Ulderico Carpegna
- Cardinale Paluzzo Paluzzi Altieri degli Albertoni
- Papa Benedetto XIII
- Papa Benedetto XIV
- Papa Clemente XIII
- Cardinale Giovanni Francesco Albani
- Papa Pio VI
- Vescovo Giuseppe Vincenzo Beni